# أسل قاتم
أسل قاتم (الاسم العلمي: Juncus fuscatus) نوع نباتي يتبع جنس الأسل وينتمي إلى الفصيلة الأسلية.